# Daniella Pineda
Daniella Nicole Pineda (Oakland, 20 de fevereiro de 1987) é uma atriz, escritora e comediante americana de Oakland, California. Ela é conhecida por interpretar a personagem Sophie Devereaux na série The Originals e a personagem Zia Rodriguez no filme Jurassic World: Fallen Kingdom.

## Biografia
Criada em East Bay Area, Califórnia, Daniella é descendente de mexicanos e tem um irmão mais novo chamado Elliot. Ela se formou no Mills College em Oakland, Califórnia, com um diploma em sociologia e jornalismo de rádio. Ela, além de atriz e escritora, é também uma comediante que produz vídeos para a internet. Atualmente, Daniella Pineda vive em Williamsburg, Brooklyn, na cidade de Nova York.

## Carreira
Em janeiro de 2013, foi anunciado que ela foi escalada para interpretar a bruxa Sophie no vigésimo episódio da quarta temporada da série The Vampire Diaries, da CW. Este episódio serviu como "backdoor pilot" para a série The Originals, que gira em torno da família dos Vampiros Originais e ocorre no French Quarter, em New Orleans. A primeira temporada de The Originals foi marcada para estrear em 15 de outubro de 2013, mas posteriormente foi alterada para o dia 3 de outubro de 2013. Em 10 de outubro de 2013, a CW encomendou três roteiros adicionais para a série, mas a personagem de Pineda foi retirada da série quando seu personagem foi morto. Pineda  apareceu posteriormente em American Odyssey e The Detour.
Em 2018, Pineda co-estrelou em Jurassic World: Fallen Kingdom como Zia Rodriguez. Em 2019, Pineda estrelou como Cassidy Barrett na minissérie de Mike Kelley What/If, na Netflix.
Em Mercy Black, um filme de terror lançado na Netflix em março de 2019, Pineda estrela como a personagem principal Marina Hess, uma mulher recentemente libertada de uma ala psiquiátrica após 15 anos.
Em abril de 2019, Pineda foi escalada para imterpretar Faye Valentine em uma versão live-action da série Cowboy Bebop.

## Filmografia

### Cinema
| Ano  | Título                          | Papel                   | Notas        |
| ---- | ------------------------------- | ----------------------- | ------------ |
| 2011 | Newlyweds                       | Vanessa                 |              |
| 2012 | The Fitzgerald Family Christmas | Abbie                   |              |
| 2015 | Sleeping with Other People      | Danica                  |              |
| 2017 | Mr. Roosevelt                   | Jen Morales             |              |
| 2017 | Before/During/After             | Funcionária do sex shop |              |
| 2018 | Jurassic World: Fallen Kingdom  | Zia Rodriguez           | [ 6 ]        |
| 2019 | Mercy Black                     | Marina Hess             |              |
| 2022 | Jurassic World: Dominion        | Zia Rodriguez           | Pós-produção |

### Televisão
| Ano       | Título                     | Papel              | Notas                                                          |
| --------- | -------------------------- | ------------------ | -------------------------------------------------------------- |
| 2010      | Men of a Certain Age       | Kit                | Episódio: "Same as the Old Boss"                               |
| 2010–2011 | CH Originals               | Múltiplas funções  | Websérie; 3 episódios                                          |
| 2012      | Homeland                   | Oficial Julia Diaz | Episódio: "Two Hats"                                           |
| 2012      | Midnight Sun               | Daria Wernahm      | Piloto da NBC                                                  |
| 2013      | The Vampire Diaries        | Sophie Devereaux   | Episódio: "The Originals" ("backdoor pilot" de The Originals ) |
| 2013–2014 | The Originals              | Sophie Devereaux   | Papel principal; 9 episódios                                   |
| 2015      | American Odyssey           | Ruby Simms         | Papel principal; 13 episódios                                  |
| 2016–2019 | The Detour                 | Vanessa Randall    | Papel principal; 22 episódios                                  |
| 2019      | What/If                    | Cassidy Barrett    | Elenco principal; 8 episódios                                  |
| 2020      | Dream Corp LLC             | Paciente 31        | 2 episódios                                                    |
| 2020      | The George Lucas Talk Show | Auto               | Episódio: "A New Coping Mechanism"                             |
| 2021      | Cowboy Bebop               | Faye Valentine     | Papel principal                                                |